# Coral Springs (Florida)
Coral Springs es una ciudad ubicada en el condado de Broward en el estado estadounidense de Florida. En el Censo de 2010 tenía una población de 121.096 habitantes y una densidad poblacional de 1.948,87 personas por km².

## Geografía
Coral Springs se encuentra ubicada en las coordenadas 26°16′15″N 80°15′34″O / 26.27083, -80.25944. Según la Oficina del Censo de los Estados Unidos, Coral Springs tiene una superficie total de 62.14 km², de la cual 61.62 km² corresponden a tierra firme y (0.83%) 0.52 km² es agua.

## Demografía
Según el censo de 2010, había 121.096 personas residiendo en Coral Springs. La densidad de población era de 1.948,87 hab./km². De los 121.096 habitantes, Coral Springs estaba compuesto por el 69.17% blancos, el 17.94% eran afroamericanos, el 0.24% eran amerindios, el 5.1% eran asiáticos, el 0.06% eran isleños del Pacífico, el 4.19% eran de otras razas y el 3.31% pertenecían a dos o más razas. Del total de la población el 23.49% eran hispanos o latinos de cualquier raza.

## Educación
Las Escuelas Públicas del Condado de Broward gestiona las escuelas públicas.
La Biblioteca del Condado de Broward gestiona las bibliotecas públicas.